# Ślepowron żółtoczelny
Ślepowron żółtoczelny (Nyctanassa violacea) – gatunek ptaka z rodziny czaplowatych (Ardeidae). Występuje w Ameryce Północnej i Południowej. Mniej pospolity niż ślepowron. Nie jest zagrożony wyginięciem.

## Morfologia

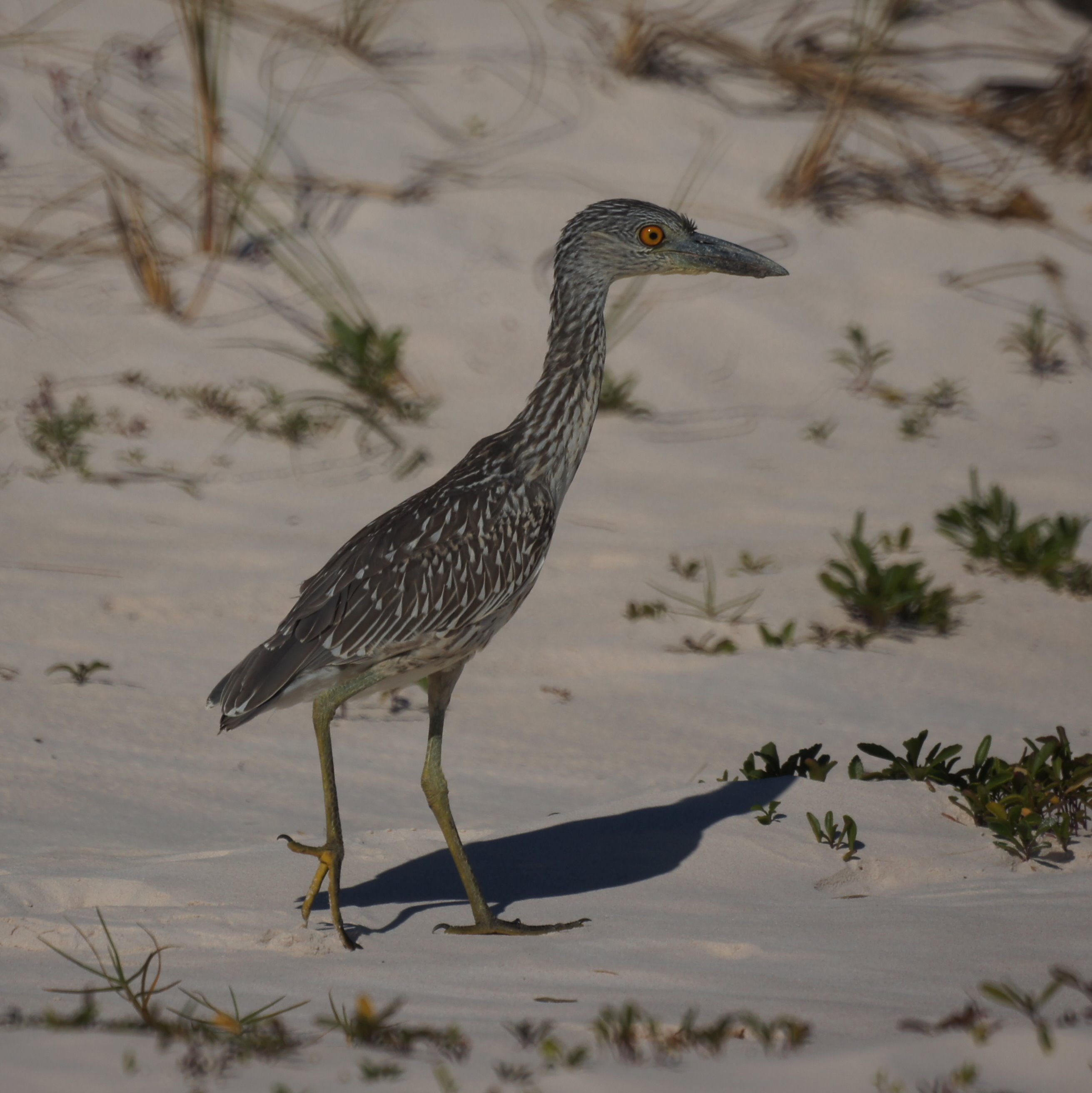
Osobnik młodociany

Długość ciała 56–71 cm. Dorosłe – szare pióra, głowa czarna, biała plama za okiem; żółtawe czoło przechodzi w biały kolor na ciemieniu. Dziób silny, gruby, różowawy. Młode – brązowe, jasne plamki na grzbiecie i drobne kreski na spodzie ciała; nogi żółte.

## Zasięg, środowisko
Mangrowe bagna, zarośnięte moczary, środkowo-wschodnia Ameryka Północna do północnej i wschodniej Ameryki Południowej.

## Podgatunki
Międzynarodowy Komitet Ornitologiczny (IOC) wyróżnia 5 podgatunków N. violacea:
- N. v. violacea (Linnaeus, 1758) – środkowe i wschodnie USA do wschodniego Meksyku i wschodniej Kostaryki
- N. v. bancrofti Huey, 1927 – zachodni Meksyk do zachodniej Nikaragui, wyspa Socorro (na Pacyfiku), Indie Zachodnie
- N. v. caliginis Wetmore, 1946 – Panama i zachodnia Kolumbia do Peru
- N. v. cayennensis (J.F. Gmelin, 1789) – Panama i Kolumbia do północno-wschodniej i wschodniej Brazylii[2]
- N. v. pauper (P.L. Sclater & Salvin, 1870) – Galapagos

Populacja z Socorro przez niektórych autorów zaliczana jest do odrębnego podgatunku N. v. gravirostris (van Rossem, 1943).

## Status
W Czerwonej księdze gatunków zagrożonych IUCN ślepowron żółtoczelny klasyfikowany jest jako gatunek najmniejszej troski (LC, Least Concern). W 2020 roku organizacja Partners in Flight szacowała liczebność światowej populacji lęgowej na 400 tysięcy osobników. Globalny trend liczebności oceniany jest jako stabilny, choć u niektórych populacji nie jest on znany.